# Исян-хан
Исян-хан (баш. Әсән хан), также известен как Исан-хан и Асан-хан — башкирский хан, выдающийся политический деятель башкирского народа середины XVI века, лидер ирактинских башкир. Герой исторических преданий башкир клана Иректы, легших в основу их шежере и хроник (таварих), а также произведений известного башкирского поэта-суфия Мухаммада-Али Чукури (1826-1889) и его сына, башкирского просветителя, публициста и историографа Гарифуллы Киикова (1861-1918). Также известен тем, что участвовал в обороне Казани от войск Ивана IV Грозного в 1552 году.

## Биография
Исян-хан был предводителем башкирского племени иректы и потомком Майкы-бия. В первой половине XVI века на северо-западе исторического Башкортостана возглавил союз башкирских племён, в который входили племена: уран, тазлар, иректы, кайпан, гирей, байкы и балыкчы. Распространил свою власть на территории от рек Буй и Танып до рек Агидель и Бирь. 
Поддерживал связи с Казанским ханством, башкиры под его управлением оставались на стороне Чингизидов вплоть до падения Казани. Во время Русско-казанской войны (1535—1552) оказал помощь Чингизидам, послав оружие (луки и стрелы) в Казань, однако уклонился от более активных действий, что послужило одной из причин падения Казанского ханства.
После взятия Казани войсками Ивана IV Грозного принял подданство Русского царства.

## Родословная
Согласно родословной и Такзиарат ли-иль-ихван принятие подданства Русского царства иректинцами состоялось во время правления Исян-хана. 
Родословная Исян-хана: Чулман — Кулман — Дюрмен — Худайкул — Худайяр — Давлетбай — Исян.

## Память
В 2001 году около села Старочукурово в Татышлинском районе Башкортостана академиком Гайсой Хусаиновым и профессором Наязом Мажитовым была обнаружена могила Исян-хана, обозначенная надмогильной плитой с арабской надписью имени и ханского титула. 6 октября 2021 года на могиле открыли мемориальный комплекс Исян-хана.